# Barisal (phân khu)
Barisal (tiếng Bengal: বরিশাল বিভাগ) là một trong bảy phân khu của Bangladesh. Phân khu này nằm ở phần nam-trung của đất nước, với tổng diện tích 13.644,85 km2 (5.268,31 dặm vuông Anh), và dân số đạt 8.147.000 theo điều tra năm 2011. Phân khu Barisal giáp với phân khu Dhaka ở phía bắc, với vịnh Bengal ở phía nam, với phân khu Chittagong ở phía đông và với phân khu Khulna ở phía tây. Thủ phủ của phân khu là thành phố Barisal, nằm trên đồng bằng châu thổ sông Hằng và nằm bên nhánh sông Arial Khan (Kirtonkhola). Phân khu Barisal có sông ngòi chằng chịt nên có biệt danh là 'Dhan-Nodi-Kaal, Ei tine Barisal' (lúa, sông và kênh đào làm nên Barisal).

## Hành chính
Phân khu được chia thành sáu huyện (zilas) và được chia tiếp thành 39 phó huyện (upazila). Cấp hành chính thấp hơn bao gồm 353 parishad liên hiệp, 3.159 mouza, 12 đô thị tự trị, 25 phường và 4,163 làng.
| Tên gọi          | Thủ phủ    | Diện tích (km²) | Dân số điều tra 1991 | Dân số điều tra 2001 | Dân số điều tra 2011 (kết quả sơ bộ) |
| ---------------- | ---------- | --------------- | -------------------- | -------------------- | ------------------------------------ |
| Huyện Barguna    | Barguna    | 1.831,31        | 775.693              | 848.554              | 883.000                              |
| Huyện Barisal    | Barisal    | 2.790,51        | 2.207.426            | 2.355.967            | 2.291.000                            |
| Huyện Bhola      | Bhola      | 3.737,21        | 1.476.328            | 1.703.117            | 1.758.000                            |
| Huyện Jhalakati  | Jhalokati  | 758,06          | 666.139              | 694.231              | 596.000                              |
| Huyện Patuakhali | Patuakhali | 3.220,15        | 1.273.872            | 1.460.781            | 1.517.000                            |
| Huyện Pirojpur   | Pirojpur   | 1.307,61        | 1.063.185            | 1.111.068            | 1.103.000                            |
| Tổng phân khu    | Barisal    | 13.644,85       | 7.462.643            | 8.173.718            | 8.147.000                            |